# Sakawa, Kōchi
Sakawa (japanska: 佐川町?, Sakawa-chō) är en landskommun (köping) i Kōchi prefektur i Japan. 